# Granada CF
Granada Club de Fútbol, S.A.D., poznat kao i Granada je španjolski nogometni klub iz Granade. Osnovan je 1931. i trenutačno nastupa u Segunda Divisiónu. Svoje utakmice igra na Nuevo Los Cármenesu, koji može primiti 19.336 gledatelja.

## Povijest

### Granada po sezonama
- 27 sezona u Primeri
- 35 sezona u Segundi División
- 22 sezone u Segundi División B
- 5 sezona u Terceri División

## Trofeji

### Domaća natjecanja
- Segunda División (4): 1941., 1957., 1968., 2023.
- Segunda División B (3): 1983., 2000., 2010.
- Tercera División (3): 1934., 2004., 2006.

## Vanjske poveznice
- Službene stranice (šp.)